# Ханававе
Ханававе (фр. Hana Vave) — небольшая деревня на северо-западе острова Фату-Хива. Население — 337 жителей. Ханававе является самой большой деревней на острове, опережая административный центр Омоа.
Первое французское название бухты было Baie des Verges — «Бухта пениса», такое название она получила за возвышающуюся над заливом базальтовую скалу фаллоидной формы.
Климат тёплый, средняя температура 24 °C, в январе 25 °C, август 24 °C. Интенсивность осадков средний показатель 874 миллиметров, самый влажный месяц май — на 110 миллиметров осадков больше.